# Primeira Regional de Asturias
A Primeira Regional de Asturias constitui a sexta divisão da Liga Espanhola de Futebol na comunidade autónoma da Astúrias. Até a temporada 2004/2005 existia um grupo único, mas desde a temporada 2005/2006 a liga consiste em dois grupos de 18 equipes cada um. Ao término da temporada o primeiro classificado de cada grupo sobe diretamente à Regional Preferente de Asturias. O segundo classificado de cada grupo enfrentará em duas partidas o terceiro classificado do outro grupo, e as duas equipes que ganharem esta eliminatória jogarão entre si por uma terceira vaga de ascenso a Regional Preferente de Asturias. Os três últimos de cada grupo são rebaixados para a Segunda Regional de Asturias.

## Equipes participantes 2007/2008

### Grupo 1
| - Miranda - Juventud Asturiana - Navia - San Claudio - Oviedo Antiguo - La Manjoya - Carbayedo - Real Avilés Industrial B - Llanera |  | - Arenesco - La Fresneda - Gozón - Barcia - Luarca - Unión Comercial - Cornellana - Peña Oviedista Berto - Rosal |

### Grupo 2
| - CNorte Astur - Llano 2000 - Manuel Rubio - TSK Roces - Deportiva Piloñesa - Ribadedeva - Real Titánico - Condal Club B - Quintueles |  | - Racing de Sama - Caudal B - Turón - Siero B - Argüero - Santiago de Aller - Iberia - Campomanes - Valdesoto B |